# Суїцидальна місія
Суїцидальна місія або місія самогубці — завдання, яке є настільки небезпечним для людей, які беруть участь у ньому, що вони не можуть вижити. Термін іноді розширюється, щоб включати напади смертників, такі як камікадзе та терористи смертників, винуватці яких покінчують життя самогубством під час виконання місії.

## Відзнаки
Ризики, пов’язані з місіями самогубців, не завжди очевидні для тих, хто в них бере участь, або для тих, хто їх планує. Однак, щоб дія вважалася місією самогубства, хтось із учасників має усвідомлювати ризики. Отже, місія, яка йде не так, не є місією самогубства. Навпаки, у деяких випадках окрема особа чи група, яка бере участь у місії, може вважати пов’язані з цим ризики набагато більшими, ніж вони вважають прийнятними, тоді як ті, хто планує або командує місією, можуть думати інакше. Такі ситуації можуть призвести до відмови брати участь у місіях на тій підставі, що вони є «самогубними». І навпаки, планувальники або командири можуть добре усвідомлювати ризики, пов’язані з місіями, тоді як ті, хто в них бере участь, можуть ні.

## Військовий і воєнний час
У військовому контексті солдатам можна наказати виконувати дуже небезпечні завдання або вони можуть братися за їхню ініціативу. Наприклад, під час Першої світової війни французькі солдати масово повстали в 1917 році після жахливих втрат, які переконали їх, що їхня участь на фронті неминуче призведе до їхньої смерті, а в жовтні 2004 року під час війни в Іраку 17 солдатів армії США відмовилися керувати неброньованими бензовозами поблизу Багдада, назвавши це завдання «самогубною місією». Ці солдати зіткнулися з розслідуванням за порушення дисципліни.
У той же час багато осіб або груп добровільно йдуть на самогубство під час війни. Наприклад, і війська СС, і японська імперська армія були відомі тим, що протягом Другої світової війни виконували місії, які можна назвати самогубними.
Суїцидальні місії також можуть бути актом відчаю, наприклад, останньою битвою або метою врятувати життя. Останній кінець Сталінградської битви можна розглядати як місію самогубця з точки зору німців, оскільки їм було наказано битися до смерті без можливості здатися чи шансу втекти.

## Російське вторгнення в Україну (з 2022)
Під час російського вторгнення в Україну, засудженні які набирались з російських вязниць керівництвом ПВК «Вагнер». Використовувались в період Битва за Бахмут місією самогубців. Тому як позаду них стояли чеченські загороджувальні загони які розстрілували їх при спробі дезертирувати або здатись в полон.

## Дивись також
- Сепуку, також відомий як Харакірі
- Кайтен
- Камікадзе
- Фолорн гоуп